# Ширман, Фёдор Карлович
Фёдор Карлович Ширман (нем. Christian Friedrich Anton von Scheurmann; 1780—1853) — генерал-лейтенант, участник Наполеоновских войн и подавления Польского восстания 1830—1831 годов.

## Биография
Родился в 1780 году. Получив домашнее воспитание, был определён на службу в 3-й морской полк (офицер с 1800 года), из которого 21 ноября 1807 года переведён поручиком в лейб-гвардии Павловский полк.
Вместе с полком под командой генерала Д. П. Неверовского принимал участие в Отечественной войне 1812 года; участвовал в сражении под Смоленском, затем — в Бородинскои сражении, за которое он был 19 декабря (по другим данным — 6 ноября) награждён золотой шпагой с надписью «За храбрость». После Тарутинского боя получил чин штабс-капитана; за отличие в сражении под Красным награждён орденом Св. Владимира 4-й степени с бантом и был произведён в капитаны.
По переходе русских войск за границу Ширман участвовал в сражении при Лютцене 20 апреля 1813 года и был ранен, но это не воспрепятствовало ему участвовать в следующем сражении при Бауцене в мае того же года, за которое он получил орден Св. Анны 2-й степени. За сражение при Кульме был удостоен особого креста от прусского короля. Далее Ширман участвовал в битве под Лейпцигом, после чего направился к Франкфурту-на-Майне и к берегам Рейна.
В 1814 году Ширман был в сражении при Фер-Шампенуазе, а также при взятии Парижа, за что был награждён орденом Св. Владимира 3-й степени.
По окончании Заграничных походов вместе с полком был направлен в Берлин, а затем в Травемюнде, откуда морем был доставлен в Петергоф и в сентябре 1814 года участвовал в торжественном входе в Санкт-Петербург, через особо воздвигнутые триумфальные ворота.
Продолжая службу в полку, в 1817 году был произведён в полковники и 6 декабря 1826 года — в генерал-майоры с назначением вторым комендантом в Ревель; 13 февраля 1823 года за беспорочную выслугу 25 лет в офицерских чинах был награждён орденом Св. Георгия 4-й степени (№ 3631 по кавалерскому списку Григоровича — Степанова).
В польскую войну 1830—1831 годов Ширман с кадрами 7-го и 8-го егерских полков и четырьмя орудиями выступил для занятия главнейших пунктов близ курляндской границы, Шавлей и Тельшей. Он скоро занял Шавли, а затем, командуя авангардом барона Палена, двинулся к Тельшам в мае 1831 года, разбил мятежников и овладел Тельшами в мае же месяце, после чего двинулся к Таурогену, разбил польский отряд Яцевича и обратился против Станевича, стоявшего близ Юрбурга, и нанёс ему сильное поражение. После этого Ширман занялся истреблением отдельных шаек восставших, которые укрывались в Цытовянских лесах и болотах, а затем возвратился в Тельши и охранял порядок во всей северной части Литвы до самого окончания войны. Кротким, но вместе твёрдым обращением с населением страны он старался успокоить Литву.
По окончании войны, произведённый в 1835 году в генерал-лейтенанты, с 1832 года командовал сначала 14-й пехотной дивизией и затем 22-й пехотной дивизией.
Умер в 1853 году.
Его брат, Вильгельм, также служил в русской императорской армии, был генерал-майором и командовал Муромским пехотным полком.
Был женат; его жена, Елизавета Леонтьевна (1800—1884), была похоронена на Новодевичьем кладбище.